# Bellezze al bagno (film)
Bellezze al bagno  (Bathing Beauty) è un film del 1944 diretto da George Sidney.

## Trama
Un musicista si innamora di una nuotatrice, venendo ricambiato. L'impresario dell'artista non è d'accordo e fa di tutto per separare la coppia.

## Distribuzione
Distribuito dalla Metro-Goldwyn-Mayer, il film uscì nelle sale cinematografiche statunitensi nel luglio 1944. In Italia fu distribuito nel gennaio 1949.